# 孟買綠蝦蛄
孟買綠蝦蛄（学名：Clorida bombayensis）为蝦蛄科綠蝦蛄屬下的一个种。